# 長野県道488号車屋大久保線
長野県道488号車屋大久保線（ながのけんどう488ごう くるまやおおくぼせん）は、長野県伊那市と駒ヶ根市を結ぶ一般県道。

## 概要

### 路線データ
- 起点：伊那市大字東春近字車屋（長野県道18号伊那生田飯田線交点）
- 終点：駒ヶ根市大字東伊那字大久保（長野県道213号栗林宮田停車場線交点）

## 通過する自治体
- 伊那市
- 駒ヶ根市

## 交差・接続する道路
- 長野県道18号伊那生田飯田線 - 伊那市大字東春近字車屋（起点）
- 長野県道209号沢渡高遠線 - 伊那市大字東春近字中殿島（中殿島交差点）
- 長野県道213号栗林宮田停車場線 - 駒ヶ根市大字東伊那字大久保（終点）